# Choleraimpfstoff
Ein Choleraimpfstoff ist ein Impfstoff gegen das Bakterium Vibrio cholerae, den Erreger der Cholera.

## Eigenschaften
Es gibt verschiedene Arten von Choleraimpfstoffen: inaktivierte oder Untereinheitenimpfstoffe (beides sind Totimpfstoffe) und Lebendimpfstoffe. So gibt es inaktivierte Impfstoffe (Totimpfstoffe), die meistens zwei- bis dreimal oral verabreicht werden. Ein früherer Totimpfstoff zur Injektion ist wegen seiner geringen Wirksamkeit und der Nebenwirkungen nicht mehr in Gebrauch.  Unter den Totimpfstoffen sind zugelassen: WC-rBS (Dukoral) und BivWC (Shanchol; in Südkorea zugelassen als Euvichol (Plus) und in Vietnam als mORCVAX). WC-rBS enthält den inaktivierten Impfstamm („whole cell“) V. cholerae O1 und die inaktivierte, rekombinant hergestellte B-Untereinheit des Choleratoxins. BivWC enthält die inaktivierten Impfstämme V. cholerae O1 und O139 ohne die B-Untereinheit.
Seit 2016 ist in den USA (bzw. seit April 2020 in Europa) auch wieder ein Lebendimpfstoff (Vaxchora) verfügbar, der 2003 als CVD 103-HgR aus kommerziellen Gründen vom Markt genommen worden war. Er ist als Schluckimpfung (Einzeldosis) ab 6 Jahren zugelassen und richtet sich gegen den Serogruppe O1. Der enthaltene, attenuierte Impfstamm (V. cholerae CVD 103-HgR1) ist ein gentechnisch veränderter Organismus (GMO). Er exprimiert nicht die katalytisch aktive A-Untereinheit des Choleratoxins, welches für die ADP-Ribosylierung und damit die Toxizität verantwortlich ist. Der Impfstoff wird aufgeteilt in einem Lyophilisat und einer Pufferlösung.
Seit der Entwicklung der Choleraimpfstoffe Dukoral und Shanchol wurden mehr als eine Million Dosen der Impfstoffe verabreicht. Choleraimpfstoffe befinden sich auf der Liste der unentbehrlichen Arzneimittel der Weltgesundheitsorganisation. Die Weltgesundheitsorganisation bevorratet zwei Millionen Dosen des Choleraimpfstoffs für Notfälle. In Zusammenarbeit mit der GAVI Alliance soll der Vorrat weiter aufgestockt werden.
In Deutschland sind Dukoral und Vaxchora zugelassen (Stand 2021).

## Immunologie
Nach einer zweifachen Impfung mit dem oral verabreichten, inaktivierten Impfstoff entstehen neutralisierende Antikörper, die eine Immunität im ersten Jahr von 52 % und im zweiten Jahr von 62 % hervorruft, wobei der Impfschutz in Kindern unter 5 Jahren nur in 38 % der Geimpften und in 66 % bei geimpften älteren Kindern und Erwachsenen entsteht. Bei den injizierten inaktivierten oder Untereinheiten-Impfstoffen beträgt die Impfwirksamkeit 48 % und der Impfschutz hält etwa zwei Jahre an. Neutralisierende Antikörper gegen das Choleratoxin mindern die Durchfallerkrankung bei einer Cholerainfektion.
Der Lebendimpfstoff Vaxchora konnte 10 Tage bzw. 3 Monate nach Impfung das Auftreten mittleren bis schweren Durchfalls um 90 % bzw. 80 % reduzieren. Inwieweit ein Schutz 3 bis 6 Monate nach Impfung noch gegeben ist, wird untersucht. Eine andere randomisierte, placebokontrollierte Studie in Indonesien kommt dagegen auf 14 % Wirksamkeit, während die Gabe in einer retrospektiven Kohortenstudie während eines Choleraausbruchs auf Pohnpei ca. 80 % Wirksamkeit belegt.

## Nebenwirkungen
Unerwünschte Arzneimittelwirkungen umfassen milde Unterleibsschmerzen und Durchfall.

## Geschichte

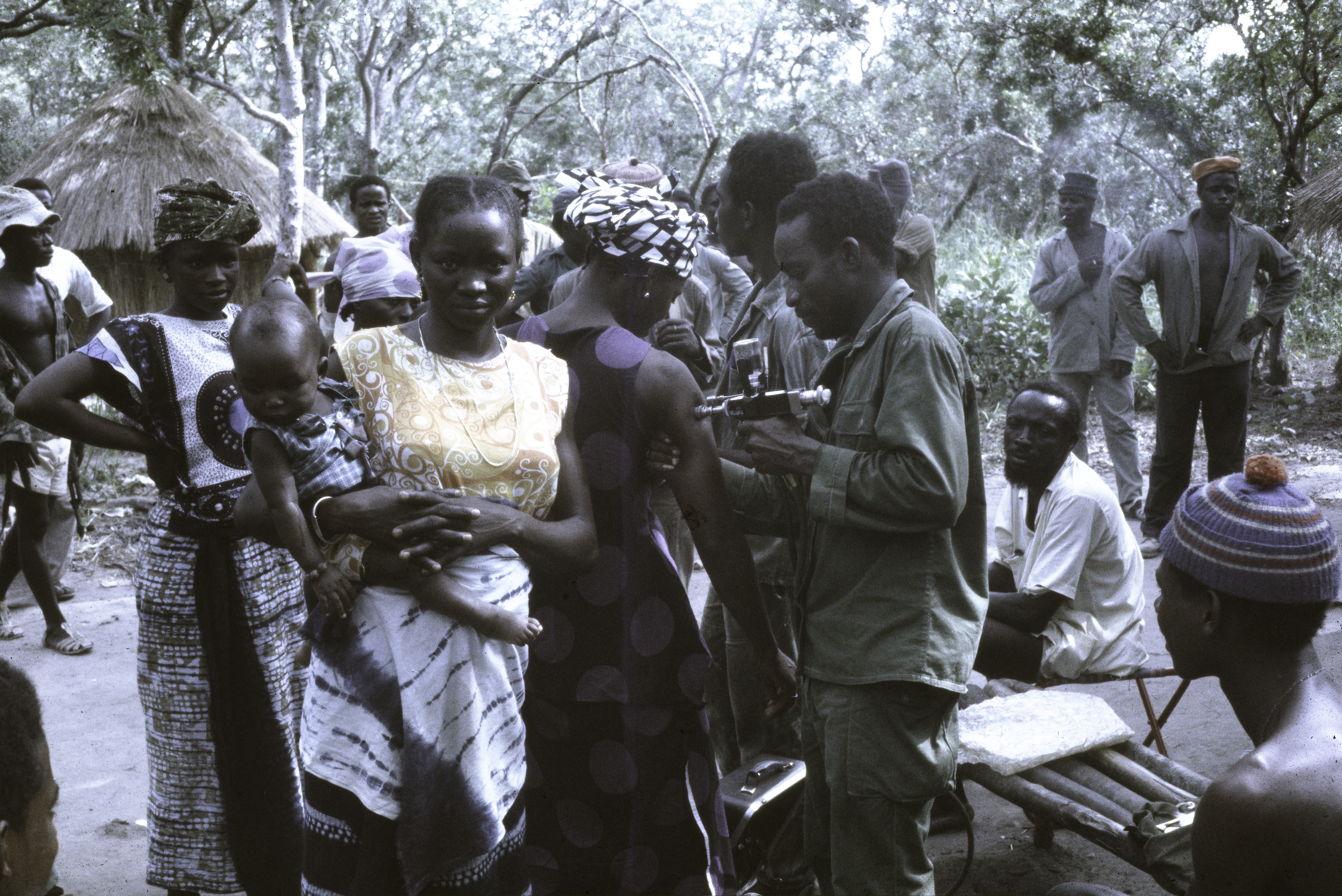
Cholera-Impfungen mit einer Impfpistole durch einen guineischen Krankenpfleger in Ziguinchor, Senegal (1973)

Die ersten Impfstoffe gegen Cholera wurden Ende des 19. Jahrhunderts entwickelt. Sie waren der erste weit verbreitete Impfstoff, der in einem Labor hergestellt wurde. Bei der Entwicklung des Impfstoffs gab es mehrere Pioniere. Im Jahr 1884 entwickelte der katalanische Arzt Jaume Ferran i Clua einen Lebendimpfstoff, den er in Marseille aus Cholerapatienten isoliert hatte. Der Impfstoff kam während der Choleraepidemie bei über 30.000 Personen in Valencia zum Einsatz. Waldemar Haffkine entwickelte daraufhin einen Impfstoff mit weniger schweren Nebenwirkungen und testete ihn von 1893 bis 1896 an mehr als 40.000 Menschen in der Gegend von Kalkutta. 1896 schließlich führte Wilhelm Kolle einen hitzebehandelten Impfstoff ein, der wesentlich einfacher herzustellen war als der von Haffkine, und setzte diesen 1902 in Japan in großem Maßstab ein.
Die ersten oral verabreichten Choleraimpfstoffe wurden erstmals in den 1990er Jahren eingeführt.